# Tomb Raider: Curse of the Sword
Tomb Raider: Curse of the Sword – gra komputerowa osadzona w uniwersum Tomb Raidera, wydana na konsolę Game Boy Color w 2001 roku. Stanowi kontynuację konwersji pierwszej części serii na tę platformę.

## Fabuła
Przed laty w Nowym Orleanie żyła wiedźma madame Paveau, zdobywająca coraz większą moc dzięki czarnej magii i ofiar z ludzi. Ludzie znaleźli jednak w sobie odwagę, spalili rezydencję wiedźmy, zaś jej ciało zrzucili z pobliskiego klifu, sprawiając, że roztrzaskało się na kamienistym podłożu. Sądząc, że pozbyli się zła na zawsze, uśpili swą czujność. Uczeń wiedźmy odprawił starożytny rytuał nad ciałem wiedźmy i zdołał ocalić jej duszę, następnie rozpoczął poszukiwania ciała, w którym miałaby się odrodzić jego pani.
Lara Croft odwiedza swoją przyjaciółkę Jane, prowadzącą muzeum, w którego zbiorach znajdują się między innymi czarnoksięskie przedmioty. Archeolog jest świadkiem kradzieży miecza o potężnej mocy, mogącego przywrócić zmarłych do życia. Lara zostaje zraniona mieczem, zaś jej ciało zostaje naznaczone jako te, w którym odrodzi się madame Paveau. Lara musi powstrzymać wyznawców kultu wiedźmy nie tylko po to, aby nie dopuścić do odrodzenia się wiedźmy, ale także aby ocalić swoje życie.